# Еш (Геролштајн)
Еш (њем. Esch) општина је у њемачкој савезној држави Рајна-Палатинат. Једно је од 109 општинских средишта округа Вулканајфел. Према процјени из 2010. у општини је живјело 506 становника. Посједује регионалну шифру (AGS) 7233022.

## Географски и демографски подаци
Еш се налази у савезној држави Рајна-Палатинат у округу Вулканајфел. Општина се налази на надморској висини од 540 метара. Површина општине износи 10,2 km². У самом мјесту је, према процјени из 2010. године, живјело 506 становника. Просјечна густина становништва износи 50 становника/km².